# Thamniopsis undata
Thamniopsis undata är en bladmossart som beskrevs av William Russell Buck 1987. Thamniopsis undata ingår i släktet Thamniopsis och familjen Hookeriaceae. Inga underarter finns listade i Catalogue of Life.